# Abu Omar al-Baghdadi
Ḥāmid Dāwūd Moḥammed Khalīl al-Zawī, noto come Abū ʿOmar al-Qurashī al-Baghdādī, o Abū Ḥamza al-Baghdādī (1947 – Tikrit, 18 aprile 2010), è stato un terrorista iracheno.

## Biografia
Abū ʿOmar al-Qurashī al-Baghdādī è stato il leader dello Stato Islamico dell'Iraq dal 2006 al 2010, organizzazione terroristica attiva in Iraq. È  stato ucciso in uno scontro con soldati americani ed iracheni il 18 aprile 2010 insieme ad Abū Ayyūb al-Maṣrī.